# ۱۲۲۷ (قمری)
۱۲۲۷ (قمری)، هزار و دویست و بیست و هفتمین سال در گاهشماری هجری قمری است. اول محرم این سال برابر با شانزدهم ژانویه سال ۱۸۱۲ میلادی است.

## زادگان
- میرزا یوسف آشتیانی : از رجال سیاسی دوره قاجاریه در ایران.

## وابسته
- جعفر کاشف‌الغطا
- شیعه‌ستیزی